# نيلس يانسن
نيلس يانسن (بالنرويجية البوكمول: Nils Jansen)‏ هو ملحن نرويجي، ولد في 30 مارس 1959 في هاوغسوند في النرويج.

## وصلات خارجية
- نيلس يانسن على موقع ميوزك برينز (الإنجليزية)
- نيلس يانسن على موقع أول ميوزيك (الإنجليزية)
- نيلس يانسن على موقع ديسكوغز (الإنجليزية)